# 林泉水
林 泉水（はやし いずみ、1983年11月17日 -）は、日本の元AV女優、元ストリッパー。

## 人物
神奈川県出身。2004年7月11日、新宿ニューアートでストリッパーとしてデビュー。
2012年2月10日、川崎ロック座にて7年7ヶ月の踊り子生活から引退した。
趣味は散歩、旅。特技は服作り。好きなものはミカン、チョコレート、ドラえもん、キミ・ライコネン。

## 出演作品
2002年
- 検察調書流出!! 本当にあった女子校生レイプ事件簿（10月19日、SODクリエイト）
- メガネッ子女子校生はいぢめてほしい（12月18日 HRC）

2003年
- 女教師と女子校生とザーメンと（4月1日 ゴーゴーズ）
- SUPER HARD 発情ナース（4月23日、HRC）
- スペレズドラマ 女教師と、女子校生と、ザーメンと。2（5月1日、ゴーゴーズ）
- ブルスク いずみ 19才（5月16日、明和プランニング）
- ボクだけの制服エンジェル（12月10日 HRC）
- 制服黒タイツフェティシズム（12月18日、HRC）
- 女子校生 BEST HITS（12月18日、SODクリエイト）

2004年
- 隣のお姉さんエロ騒ぎ 4時間クライマックス（1月31日、アリーナ）
- THE FETISH OF 女子校生黒タイツ（2月13日 エッチアールシー）
- インモラル天使（2月13日 シネマジック）
- THE レイプ 現代犯罪心理分析シリーズ（4月15日 SODクリエイト）
- ヌルヌルネバネバ白いローションの園（4月16日、明和プランニング）
- おさな姫の食い込みスジ 徹底研究2（4月20日、ホットエンターテイメント）
- INTO THE NURSE!（5月14日、HRC）
- 綺麗なお姉さん最高級 II（5月20日、ホットエンターテイメント）
- 別々に釣りあげた素人男女が車の中でご対面 II（5月20日 DVD）
- 可愛かったので無理矢理妹にしちゃいました（6月11日 エッチアールシー）
- boy meets Girl（6月18日 エッチアールシー）
- 悪戯 ときめき学園（6月20日、ネクスト）
- ベスト・オブ・インモラル天使 11（6月25日、シネマジック）

2005年
- EROS KISS（3月15日、ビッグモーカル）
- 愛しのワーキングガールズ（3月20日、ネクスト）
- 有名企画単体女優コラボ TOP★RUNNER（2005年5月6日 エッチアールシー）

2006年
- GAME OVER デッド・オア・レイプ（1月7日 アタッカーズ）
- THE FETISH OF 女子校生黒タイツスペシャル II（3月17日 HRC）
- イイ女4時間DX（8月25日、サイドビー）
- ネコ レズまみれの/レズだらけの タチ（10月30日、FAプロ）

2007年
- 昭和裏本 お姉ちゃんの乳房/お母ちゃんの全裸（1月30日、FAプロ）
- 大人たちのアブノーマル猥褻行為 性的いたずら（7月4日、FAプロ）
- 中高年向けエロV エロ本の中の女学生（7月4日、FAプロ）
- ネコ レズまみれの/レズだらけの タチ（7月4日、FAプロ）
- 昭和の夏・男と女の裏本集（8月1日、FAプロ）
- 夜の青姦集（8月1日、FAプロ）

2008年
- 初めてのホテルハメ撮り　ど素人娘密着24時!!（9月19日、カオカコミュニケーション）
- LEGS+ 彩脚するパンスト＆タイツ（11月7日、HRC）

発売年不明
- 隣のお姉さんの卑猥なお尻ちゃんに辛抱たまらん（アリーナエンターテインメント）オムニバス